# Planodes vicarius
Planodes vicarius là một loài bọ cánh cứng trong họ Cerambycidae.